# Louis Foster
Louis Foster (Odiham, 27 juli 2003) is een Brits autocoureur. Hij is de zoon van voormalig BTCC-coureur Nick Foster. In 2022 werd hij kampioen in het Indy Pro 2000 Championship.

## Carrière
Foster maakte zijn autosportdebuut in het Ginetta Junior Championship, waarin hij in de laatste drie raceweekenden uitkwam voor Elite Motorsport. Een achtste plaats in de seizoensfinale op Brands Hatch was hierin zijn beste resultaat. Ook nam hij dat jaar deel aan het winterkampioenschap van de klasse en werd hierin geklasseerd als de beste rookie. In 2018 nam hij deel aan een volledig seizoen in deze klasse en deed mee in de strijd om de titel. Hij won negen races, waaronder alle drie de races op Silverstone, en stond hiernaast nog tien keer op het podium. Gedurende het seizoen scoorde hij de meeste punten, maar volgens de reglementen van het kampioenschap werden de twee slechtste race-uitslagen van alle coureurs uit de eindstand geschrapt. Hierdoor werd hij met 671 punten tweede, met acht punten achterstand op zijn teamgenoot Adam Smalley.
In 2019 stapte Foster over naar het formuleracing en debuteerde hij in het Britse Formule 4-kampioenschap bij Double R Racing. Hij wist in zijn eerste raceweekend op Brands Hatch direct een race te winnen en voegde hier in het daaropvolgende weekend op Donington Park nog twee zeges aan toe. Op dit punt van het seizoen stond hij aan de leiding van het kampioenschap, maar in de daaropvolgende races werden zijn resultaten minder. Tegen het eind van het jaar boekte hij nog een overwinning op het Knockhill Racing Circuit en twee op Silverstone. Met 353 punten werd hij achter Zane Maloney en Sebastián Álvarez derde in de eindstand.
In 2020 begon Foster het seizoen in de MRF Challenge, waar hij uitkwam in het laatste weekend van het kampioenschap op het Madras Motor Race Track. Hij behaalde hierin twee podiumplaatsen, waaronder een zege. Vervolgens stapte hij over naar het BRDC Britse Formule 3-kampioenschap, waarin hij zijn samenwerking met Double R Racing voortzette. Hij won twee races op Donington en een op het Snetterton Motor Racing Circuit. In de rest van het seizoen stond hij nog driemaal op het podium. Met 396 punten werd hij achter Kaylen Frederick en Kush Maini derde in het klassement. Aan het eind van het jaar reed hij voor Double R ook in twee raceweekenden van de Euroformula Open op het Circuit de Spa-Francorchamps en het Circuit de Barcelona-Catalunya. Hij behaalde een overwinning op Spa en stond ook in Barcelona eenmaal op het podium.
In 2021 reed Foster een volledig seizoen in de Euroformula Open, waarin hij overstapte naar het team CryptoTower Racing. Hij won alle drie de races op Spa, maar behaalde in de rest van het seizoen geen zeges meer. Wel stond hij in tien andere races op het podium. Met 315 punten werd hij achter Cameron Das tweede in het kampioenschap. Vanwege zijn prestaties werd hij genomineerd voor een Autosport BRDC Award, maar verloor hierin van Zak O'Sullivan.
In 2022 verhuisde Foster naar de Verenigde Staten, waar hij voor Exclusive Autosport in het Indy Pro 2000 Championship ging rijden. Hij kende een succesvol seizoen met zeven overwinningen: twee op het Stratencircuit Toronto en een op de Indianapolis Motor Speedway, de Lucas Oil Raceway, Road America, de Mid-Ohio Sports Car Course en de Portland International Raceway. Hiernaast stond hij nog vijf keer op het podium. Met 451 punten werd hij gekroond tot kampioen in de klasse.
In 2023 debuteert Foster in de Indy NXT, waarin hij uitkomt voor Andretti Autosport.